# Voleibol nos Jogos Mundiais Militares de 2015 - Masculino
O torneio de voleibol em quadra masculino nos Jogos Mundiais Militares sediado na cidade sul-coreana de Mungyeong, da província de Gyeongsang do Norte cujas partidas ocorreram no GimCheon Gymnasium e no Gimcheon Badminton Stadium entre 3 de outubro a 10 de outubro de 2015.

## Formato de disputa
As dez equipes foram dispostas proporcionalmente em dois grupos, Grupo A e B, enfrentando entre si em cada grupo, as duas equipes melhores colocadas de cada grupo enfrentaram-se em cruzamento olímpico nas semifinais. odne os vencedores disputaram a medalha de ouro na final e os perdores competiram pelo bronze.As equipes eliminadas dispuatram as posições inferiores para definir a classificação geral final.
Para a classificação dentro dos grupos na primeira fase, o placar de 3-0 ou 3-1 garantiu três pontos para a equipe vencedora e nenhum para a equipe derrotada; já o placar de 3-2 garantiu dois pontos para a equipe vencedora e um para a perdedora.

## Medalhistas
|  | BRA Brasil |  | EGY Egito |  | KOR Coreia do Sul |
|  | Raphael (Vinhedo) Lucas Provenzano Raphael Thiago Edson Cândido Richardson Moreira Thiago Gelinski Aureliano da Silva Renato dos Santos Vinícius Siqueira Paulo Ferreira Alexander Marczewski Thiago Zambelli |  | Abdalla Bekhit Abdelhalim Abou Ahmed Abdelhay Mamdouh Abdelrehim Mohamed Thakil Mohamed Masoud Omar Hassan Hossam Abdalla Mohamed Badawy Ahmed Elkotb Mohamed Moawad Mahmoud Raouf |  | Yeong Ho Jeong Jun Chan An Hyo Dong Lee Jae Hak Gong Sung Chul Cho Sung Min Jung Jeong Hwan Kim Min Jo Keun Ho Cho Jae Young Jo Do Hyeon Gu Yung Suk Shin |

## Primeira fase
A  CISM divulgou previamente o resultado do sorteio de grupos e a tabela de jogos.
- Todos as partidas no horário das Mungyeong (UTC+12:00).

### Grupo A
|     |               |     | Jogos | Jogos | Jogos | Pontos | Pontos | Pontos | Sets | Sets | Sets   |
| Pos | Equipe        | Pts | T     | V     | D     | V      | P      | R      | V    | P    | R      |
| --- | ------------- | --- | ----- | ----- | ----- | ------ | ------ | ------ | ---- | ---- | ------ |
| 1   | Coreia do Sul | 14  | 5     | 5     | 0     | 323    | 244    | 1.324  | 12   | 1    | 12,000 |
| 2   | Irã           | 8   | 4     | 3     | 1     | 348    | 299    | 1.164  | 9    | 6    | 1.500  |
| 3   | Omã           | 6   | 4     | 2     | 2     | 311    | 342    | 0.909  | 8    | 8    | 1,000  |
| 4   | Catar         | 4   | 4     | 1     | 3     | 368    | 348    | 1.057  | 7    | 9    | 0.778  |
| 5   | Canadá        | 0   | 4     | 0     | 4     | 183    | 300    | 0.610  | 0    | 12   | 0,000  |

Resultados
| 3 de outubro de 2015 15ː00 Pág.37-AQ | Coreia do Sul | 3 — 0             | Omã      | GimCheon Gymnasium Árbitro(s): CAN Matthew Derk van Raalte BRA Edir José Cruz Costa |
| 3 de outubro de 2015 15ː00 Pág.37-AQ | 25            | Set 1 Set 2 Set 3 | 17 21 14 | GimCheon Gymnasium Árbitro(s): CAN Matthew Derk van Raalte BRA Edir José Cruz Costa |

| 3 de outubro de 2015 17ː00 Pág.38-AQ | Catar | 3 — 0             | Canadá   | GimCheon Gymnasium Árbitro(s): EGY Hany Amim Firkry VEN Asnordo Manrique |
| 3 de outubro de 2015 17ː00 Pág.38-AQ | 25    | Set 1 Set 2 Set 3 | 13 20 16 | GimCheon Gymnasium Árbitro(s): EGY Hany Amim Firkry VEN Asnordo Manrique |

| 4 de outubro de 2015 13ː20 Pág.47-AQ | Omã           | 2 — 3                         | Irã            | GimCheon Gymnasium Árbitro(s): VEN Asnordo Manrique KOR Kwang Hun Lee |
| 4 de outubro de 2015 13ː20 Pág.47-AQ | 25 10 25 20 7 | Set 1 Set 2 Set 3 Set 4 Set 5 | 21 25 22 25 15 | GimCheon Gymnasium Árbitro(s): VEN Asnordo Manrique KOR Kwang Hun Lee |

| 4 de outubro de 2015 16ː10 Pág.48-AQ | Catar       | 1 — 3                   | Coreia do Sul | GimCheon Gymnasium Árbitro(s): IRN Masoud Yazdanpanah BRA Edir José Cruz Costa |
| 4 de outubro de 2015 16ː10 Pág.48-AQ | 21 19 25 21 | Set 1 Set 2 Set 3 Set 4 | 25 23 25      | GimCheon Gymnasium Árbitro(s): IRN Masoud Yazdanpanah BRA Edir José Cruz Costa |

| 5 de outubro de 2015 11ː00 Pág.58-AQ | Catar       | 1 — 3                   | Irã         | GimCheon Gymnasium Árbitro(s): KOR Kwang Hun Lee CAN Matthew Derk van Raalte |
| 5 de outubro de 2015 11ː00 Pág.58-AQ | 32 24 25 21 | Set 1 Set 2 Set 3 Set 4 | 34 26 19 25 | GimCheon Gymnasium Árbitro(s): KOR Kwang Hun Lee CAN Matthew Derk van Raalte |

| 5 de outubro de 2015 15ː50 Pág.60-AQ | Canadá   | 0 — 3                   | Coreia do Sul | GimCheon Gymnasium Árbitro(s): EGY Hany Amim Firkry IRN Masoud Yazdanpanah |
| 5 de outubro de 2015 15ː50 Pág.60-AQ | 13 15 17 | Set 1 Set 2 Set 3 Set 4 | 25            | GimCheon Gymnasium Árbitro(s): EGY Hany Amim Firkry IRN Masoud Yazdanpanah |

| 6 de outubro de 2015 11ː00 Pág.71-AQ | Omã | 3 — 0             | Canadá   | GimCheon Gymnasium Árbitro(s): VEN Asnordo Manrique CHN Wang Hui |
| 6 de outubro de 2015 11ː00 Pág.71-AQ | 25  | Set 1 Set 2 Set 3 | 21 20 13 | GimCheon Gymnasium Árbitro(s): VEN Asnordo Manrique CHN Wang Hui |

| 6 de outubro de 2015 15ː50 Pág.73-AQ | Irã      | 0 — 3             | Coreia do Sul | GimCheon Gymnasium Árbitro(s): EGY Hany Amim Firkry CAT Mohamed Naji Ahmed Al Gaal |
| 6 de outubro de 2015 15ː50 Pág.73-AQ | 18 21 22 | Set 1 Set 2 Set 3 | 25            | GimCheon Gymnasium Árbitro(s): EGY Hany Amim Firkry CAT Mohamed Naji Ahmed Al Gaal |

| 7 de outubro de 2015 11ː00 Pág.85-AQ | Catar       | 2 — 3                         | Omã            | GimCheon Gymnasium Árbitro(s): KOR Kwang Hun Lee BRA Edir José Cruz Costa |
| 7 de outubro de 2015 11ː00 Pág.85-AQ | 23 25 22 10 | Set 1 Set 2 Set 3 Set 4 Set 5 | 25 12 20 25 15 | GimCheon Gymnasium Árbitro(s): KOR Kwang Hun Lee BRA Edir José Cruz Costa |

| 7 de outubro de 2015 18ː20 Pág.88-AQ | Canadá  | 0 — 3             | Irã | GimCheon Gymnasium Árbitro(s): KOR Sun Ok Bae VEN Asnordo Manrique |
| 7 de outubro de 2015 18ː20 Pág.88-AQ | 14 12 9 | Set 1 Set 2 Set 3 | 25  | GimCheon Gymnasium Árbitro(s): KOR Sun Ok Bae VEN Asnordo Manrique |

### Grupo B
|     |           |     | Jogos | Jogos | Jogos | Pontos | Pontos | Pontos | Sets | Sets | Sets   |
| Pos | Equipe    | Pts | T     | V     | D     | V      | P      | R      | V    | P    | R      |
| --- | --------- | --- | ----- | ----- | ----- | ------ | ------ | ------ | ---- | ---- | ------ |
| 1   | Egito     | 12  | 4     | 4     | 0     | 325    | 258    | 1.260  | 12   | 1    | 12,000 |
| 2   | Brasil    | 8   | 4     | 3     | 1     | 323    | 285    | 1.133  | 9    | 5    | 1.800  |
| 3   | China     | 7   | 4     | 2     | 2     | 366    | 332    | 1.102  | 9    | 7    | 1.286  |
| 4   | Venezuela | 3   | 4     | 1     | 3     | 281    | 342    | 0.822  | 4    | 10   | 0.400  |
| 5   | Índia     | 0   | 4     | 0     | 4     | 246    | 324    | 0.759  | 1    | 12   | 0.083  |

Resultados
| 3 de outubro de 2015 11ː00 Pág.35-AQ | China    | 3 — 0             | Índia    | GimCheon Gymnasium Árbitro(s): IRN Masoud Yazdanpanah CAN Ryan Michael Jon Bunyan |
| 3 de outubro de 2015 11ː00 Pág.35-AQ | 25 27 25 | Set 1 Set 2 Set 3 | 13 25 18 | GimCheon Gymnasium Árbitro(s): IRN Masoud Yazdanpanah CAN Ryan Michael Jon Bunyan |

| 3 de outubro de 2015 13ː00 Pág.36-AQ | Egito    | 3 — 0             | Venezuela | GimCheon Gymnasium Árbitro(s): KOR Kwang Hun Lee CHN Wang Hui |
| 3 de outubro de 2015 13ː00 Pág.36-AQ | 25 27 25 | Set 1 Set 2 Set 3 | 18 14 21  | GimCheon Gymnasium Árbitro(s): KOR Kwang Hun Lee CHN Wang Hui |

| 4 de outubro de 2015 11ː00 Pág.46-AQ | Venezuela   | 1 — 3                   | China    | GimCheon Gymnasium Árbitro(s): CAN Ryan Michael Jon Bunyan CAT Mohamed Naji Ahmed Al Gaal |
| 4 de outubro de 2015 11ː00 Pág.46-AQ | 21 25 15 17 | Set 1 Set 2 Set 3 Set 4 | 25 23 25 | GimCheon Gymnasium Árbitro(s): CAN Ryan Michael Jon Bunyan CAT Mohamed Naji Ahmed Al Gaal |

| 4 de outubro de 2015 19ː00 Pág.49-AQ | Brasil   | 3 — 0             | Índia    | GimCheon Gymnasium Árbitro(s): OMA Ahmed Al Ajmi CHN Wang Hui |
| 4 de outubro de 2015 19ː00 Pág.49-AQ | 25 27 25 | Set 1 Set 2 Set 3 | 18 17 11 | GimCheon Gymnasium Árbitro(s): OMA Ahmed Al Ajmi CHN Wang Hui |

| 5 de outubro de 2015 14ː00 Pág.59-AQ | Brasil | 3 — 0             | Venezuela | GimCheon Gymnasium Árbitro(s): CAT Mohamed Naji Ahmed Al Gaal CAN Ryan Michael Jon Bunyan |
| 5 de outubro de 2015 14ː00 Pág.59-AQ | 25     | Set 1 Set 2 Set 3 | 22 14 17  | GimCheon Gymnasium Árbitro(s): CAT Mohamed Naji Ahmed Al Gaal CAN Ryan Michael Jon Bunyan |

| 5 de outubro de 2015 17ː40 Pág.61-AQ | Egito    | 3 — 1                   | China       | GimCheon Gymnasium Árbitro(s): VEN Asnordo Manrique KOR Sun Ok Bae |
| 5 de outubro de 2015 17ː40 Pág.61-AQ | 25 18 25 | Set 1 Set 2 Set 3 Set 4 | 19 25 22 21 | GimCheon Gymnasium Árbitro(s): VEN Asnordo Manrique KOR Sun Ok Bae |

| 6 de outubro de 2015 13ː00 Pág.72-AQ | Brasil         | 3 — 2                         | China          | GimCheon Gymnasium Árbitro(s): IRN Masoud Yazdanpanah CAN Ryan Michael Jon Bunyan |
| 6 de outubro de 2015 13ː00 Pág.72-AQ | 25 18 25 20 17 | Set 1 Set 2 Set 3 Set 4 Set 5 | 17 25 22 25 15 | GimCheon Gymnasium Árbitro(s): IRN Masoud Yazdanpanah CAN Ryan Michael Jon Bunyan |

| 6 de outubro de 2015 18ː00 Pág.74-AQ | Índia   | 0 — 3             | Egito | GimCheon Gymnasium Árbitro(s): CAN Matthew Van Raalte KOR Kwang Hun Lee |
| 6 de outubro de 2015 18ː00 Pág.74-AQ | 9 20 21 | Set 1 Set 2 Set 3 | 25    | GimCheon Gymnasium Árbitro(s): CAN Matthew Van Raalte KOR Kwang Hun Lee |

| 7 de outubro de 2015 13ː45 Pág.86-AQ | Brasil   | 0 — 3             | Egito    | GimCheon Gymnasium Árbitro(s): OMA Ahmed Al Ajmi IRN Masoud Yazdanpanah |
| 7 de outubro de 2015 13ː45 Pág.86-AQ | 17 30 21 | Set 1 Set 2 Set 3 | 25 32 25 | GimCheon Gymnasium Árbitro(s): OMA Ahmed Al Ajmi IRN Masoud Yazdanpanah |

| 7 de outubro de 2015 16ː00 Pág.87-AQ | Índia       | 1 — 3                   | Venezuela   | GimCheon Gymnasium Árbitro(s): KOR Hae Yoeun Sung CAN Matthew Van Raalte |
| 7 de outubro de 2015 16ː00 Pág.87-AQ | 22 24 25 23 | Set 1 Set 2 Set 3 Set 4 | 25 26 21 25 | GimCheon Gymnasium Árbitro(s): KOR Hae Yoeun Sung CAN Matthew Van Raalte |

## Fase final
- Horários UTC-12:00

|  | Semifinais         | Semifinais         |   |                     | Final               | Final |  |
|  |                    |                    |   |                     |                     |       |  |
|  | 9 de Outubro-16ː20 |                    |   |                     |                     |       |  |
|  | Coreia do Sul      | 2                  |   |                     |                     |       |  |
|  | Brasil             | 3                  |   |                     |                     |       |  |
|  |                    |                    |   |                     |                     |       |  |
|  |                    |                    |   |                     | 10 de Outubro-17ː30 |       |  |
|  |                    |                    |   |                     | Brasil              | 3     |  |
|  |                    | Egito              | 1 |                     |                     |       |  |
|  |                    |                    |   |                     |                     |       |  |
|  |                    |                    |   |                     |                     |       |  |
|  |                    |                    |   |                     | Terceiro lugar      |       |  |
|  | 9 de Outubro-19ː20 | 9 de Outubro-19ː20 |   | 10 de Outubro-12ː30 | 10 de Outubro-12ː30 |       |  |
|  | Egito              | 3                  |   | Coreia do Sul       | 3                   |       |  |
|  | Irã                | 0                  |   |                     | Irã                 | 0     |  |

## Nono lugar
Resultado
| 9 de outubro de 2015 09ː00 Pág.93-AQ | Canadá | 0 — 3             | Índia | GimCheon Gymnasium Árbitro(s): EGI Hany Amim Firkry KOR Sun Ok Bae |
| 9 de outubro de 2015 09ː00 Pág.93-AQ | 13 21  | Set 1 Set 2 Set 3 | 25    | GimCheon Gymnasium Árbitro(s): EGI Hany Amim Firkry KOR Sun Ok Bae |

## Classificação 5° ao 8° lugares
Resultados
| 9 de outubro de 2015 11ː00 Pág.94-AQ | Omã            | 3 — 2                         | Venezuela      | GimCheon Gymnasium Árbitro(s): KOR Hae Yoeun Sung QAT Mohamed Naji Ahmed Al Gaal |
| 9 de outubro de 2015 11ː00 Pág.94-AQ | 25 22 25 24 15 | Set 1 Set 2 Set 3 Set 4 Set 5 | 23 25 20 26 13 | GimCheon Gymnasium Árbitro(s): KOR Hae Yoeun Sung QAT Mohamed Naji Ahmed Al Gaal |

| 9 de outubro de 2015 13ː40 Pág.95-AQ | China          | 3 — 2                         | Catar          | GimCheon Gymnasium Árbitro(s): OMA Ahmed Al Ajmi QAT Asnordo Manrique |
| 9 de outubro de 2015 13ː40 Pág.95-AQ | 17 25 21 25 16 | Set 1 Set 2 Set 3 Set 4 Set 5 | 25 23 25 16 14 | GimCheon Gymnasium Árbitro(s): OMA Ahmed Al Ajmi QAT Asnordo Manrique |

## Semifinais
Resultados
| 9 de outubro de 2015 16ː20 Pág.96-AQ | Coreia do Sul  | 2 — 3                         | Brasil         | GimCheon Gymnasium Árbitro(s): IRN Masoud Yazdanpanah CAN Ryan Michael Jon Bunyan |
| 9 de outubro de 2015 16ː20 Pág.96-AQ | 21 25 30 24 11 | Set 1 Set 2 Set 3 Set 4 Set 5 | 25 23 28 26 15 | GimCheon Gymnasium Árbitro(s): IRN Masoud Yazdanpanah CAN Ryan Michael Jon Bunyan |

| 9 de outubro de 2015 19ː20 Pág.97-AQ | Egito | 3 — 0             | Irã      | GimCheon Gymnasium Árbitro(s): KOR Kwang Hun Lee CAN Matthew Van Raalte |
| 9 de outubro de 2015 19ː20 Pág.97-AQ | 25    | Set 1 Set 2 Set 3 | 19 20 23 | GimCheon Gymnasium Árbitro(s): KOR Kwang Hun Lee CAN Matthew Van Raalte |

## Sétimo lugar
Resultado
| 10 de outubro de 2015 10ː00 Pág.106-AQ | Venezuela   | 1 — 3                   | Catar    | Gimcheon Badminton Stadium Árbitro(s): CAN Matthew Van Raalte CHN Wang Hui |
| 10 de outubro de 2015 10ː00 Pág.106-AQ | 20 14 25 18 | Set 1 Set 2 Set 3 Set 4 | 25 20 25 | Gimcheon Badminton Stadium Árbitro(s): CAN Matthew Van Raalte CHN Wang Hui |

## Quinto lugar
Resultado
| 10 de outubro de 2015 12ː30 Pág.107-AQ | Omã   | 0 — 3             | China | Gimcheon Badminton Stadium Árbitro(s): EGI Hany Amim Firkry VEN Asnordo Manrique |
| 10 de outubro de 2015 12ː30 Pág.107-AQ | 11 15 | Set 1 Set 2 Set 3 | 25    | Gimcheon Badminton Stadium Árbitro(s): EGI Hany Amim Firkry VEN Asnordo Manrique |

## Terceiro lugar
Resultado
| 10 de outubro de 2015 12ː30 Pág.108-AQ | Coreia do Sul | 3 — 0             | Irã      | GimCheon Gymnasium Árbitro(s): OMA Ahmed Al Ajmi QAT Mohamed Naji Ahmed Al Gaal |
| 10 de outubro de 2015 12ː30 Pág.108-AQ | 25 27 25      | Set 1 Set 2 Set 3 | 22 25 23 | GimCheon Gymnasium Árbitro(s): OMA Ahmed Al Ajmi QAT Mohamed Naji Ahmed Al Gaal |

## Final
Resultado
| 10 de outubro de 2015 17ː30 Pág.109-AQ | Brasil   | 3 — 1                   | Egito    | Gimcheon Badminton Stadium Árbitro(s): KOR Kwang Hun Lee IRN Masoud Yazdanpanah |
| 10 de outubro de 2015 17ː30 Pág.109-AQ | 25 22 29 | Set 1 Set 2 Set 3 Set 4 | 22 25 27 | Gimcheon Badminton Stadium Árbitro(s): KOR Kwang Hun Lee IRN Masoud Yazdanpanah |

## Classificação final
| Pos.              | País          |
| ----------------- | ------------- |
| Medalha de ouro   | Brasil        |
| Medalha de prata  | Egito         |
| Medalha de bronze | Coreia do Sul |
| 4                 | Irã           |
| 5                 | China         |
| 6                 | Omã           |
| 7                 | Catar         |
| 8                 | Venezuela     |
| 9                 | Índia         |
| 10                | Canadá        |

## Prêmios individuais
A seleção do campeonato foi composta pelos seguintes jogadores:
- MVP:Jun Chan An

## Prêmio extra
- Troféu Fair Play: Coreia do Sul[1]